# Новозоринське сільське поселення
Новозо́ринське сільське поселення (рос. Новозоринское сельское поселение) — сільське поселення у складі Ононського району Забайкальського краю Росії.
Адміністративний центр — село Нова Зоря.

## Історія
Село Зоря було утворено 2013 року шляхом виділення частини зі складу села Нова Зоря.

## Населення
Населення сільського поселення становить 671 особа (2019; 805 у 2010, 992 у 2002).

## Склад
До складу сільського поселення входять:
| Населений пункт | Населення, осіб (2002) | Населення, осіб (2010) |
| --------------- | ---------------------- | ---------------------- |
| Зоря, село      | -                      | -                      |
| Нова Зоря, село | 992                    | 805                    |